# تشارلز كوربن
تشارلز كوربن (بالفرنسية: Charles Corbin)‏ هو دبلوماسي فرنسي، ولد في 4 ديسمبر 1881 في الدائرة الثامنة في باريس في فرنسا، وتوفي في 25 سبتمبر 1970 في نويي-سور-سين في فرنسا.